# Àngel Fabregat
Àngel Fabregat Morera (* 13. August 1965 in Belianes) ist ein spanischer Schriftsteller.
Er studierte an der  Polytechnischen Universität Madrid und der Offenen Universität Katalonien.

## Ehrungen/Preis
- Premi Gabriel Ferrater 1988 de Poesia. Premis Literaris Baix Camp per a joves d’Òmnium Cultural.
- Premi de Poesia Club d’Amics de la Unesco de Barcelona 1988.
- Premi Literari „Sant Jordi“ (1989) der Generalitat de Catalunya.
- Premi Ateneu Igualadí 1990.
- Premi e-poemes de La Vanguardia 2009.[3]
- Premi de Poesia Miquel Bosch i Jover 2010.
- Premi de Poesia Josefina Oliveras 2010.
- Premi de Poesia Francesc Candel 2010.
- Premi de les Lletres Vila de Corbera 2010.

## Werke
- Antologia d’un Onatge. Ed. Columna, 1990.[4][5][6]
- Llampecs d’Espurnes. 1991, ISBN 978-8-477-84981-0 (197 Seiten).

### Mitautor
- Sol de Violoncel. Ed. Reus, Òmnium Cultural Baix Camp, 1988.
- Paisatges amb Solitud. Ed. Reus, Òmnium Cultural Baix Camp, 1989.
- Els Mars Tancats. Ed. Reus, Òmnium Cultural Baix Camp, 1991.